# Ato ilocucionário
Um ato ilocucionário é um ato de fala completo, feito em um enunciado típico, que consiste na entrega do conteúdo proposicional do enunciado e uma força ilocucionária particular, por meio do qual o orador afirma, sugere, exige ou promete. O conceito de atos ilocucionários foi introduzido na linguística pelo filósofo John L. Austin em sua investigação dos vários aspectos dos atos de fala.